# 個人の尊厳
個人の尊厳（こじんのそんげん）あるいは、個人の尊重（こじんのそんちょう）とは、すべての個人が互いを人間として尊重する法原理をいう。英語ではdignityと呼ばれる。日本法では最高の価値基準であり、各種基本的人権、中でも平等権を直接根拠づけるものとされる。世界的ないし歴史的には憲法制定権力に正当性を与える自然権として理解される。人格尊重主義や個人主義は原理が誕生する文化的背景であったが、より直接のきっかけは市民革命である。
市民は革命のときこそ団結して絶対王政を打破したが、それ以前は個々ゆえに虐げられていた。そこで個人は国家より弱く、法の支配により保護しなければならないと考えられるようになった。この理解は特に国家の警察力を脅威とするとき妥当する。しかし、経済力を物差しとするときには個人を国家が常に圧倒するわけではない。ロスチャイルド、クーン・レーブ、オートバンク、そしてJPモルガンを代表とする個人銀行は、数々の国債とECSC債の引受を主導した。また、いくつもの国際カルテルは個人に準ずる私企業が参加したのであり、国家は独占禁止法で十分に規制することができなかった。

## 国際法における「個人の尊厳」
1945年（昭和20年）に調印・発効した国際連合憲章は、「基本的人権と人間の尊厳及び価値と男女及び大小各国の同権とに関する信念をあらためて確認」するとして、人間の尊厳（個人の尊厳）を基本原理としている。
また、1948年（昭和23年）に国連総会で採択された世界人権宣言も、前文で「人類社会のすべての構成員の固有の尊厳と平等で譲ることのできない権利とを承認することは、世界における自由、正義及び平和の基礎」、「国際連合の諸国民は、国際連合憲章において、基本的人権、人間の尊厳及び価値並びに男女の同権についての信念を再確認」するとし、1条で「すべての人間は、生れながらにして自由であり、かつ、尊厳と権利とについて平等である。」と定めて、個人の尊厳を基本原理としている。
1966年（昭和41年）に採択されて1976年（昭和51年）に発効した国際人権規約もこの流れを受けて、「経済的、社会的及び文化的権利」を定めたA規約、「市民的及び政治的権利」を定めたB規約のいずれも前文で、「これらの権利が人間の固有の尊厳に由来することを認め」るとしている。

## 日本における「個人の尊厳」
伊藤真は具体的な法効果の一例を挙げている。犯人が1人であることが分かっている同一の犯罪事実について容疑者が2人までしか絞れなかったとき、その刑事事件・刑事裁判は公共の福祉に個人の尊厳を優先させて2人とも不起訴または無罪とする。他方、伊藤以外の基本書をふくめ、国を当事者とする民事訴訟について書かれた具体例はない。

### 日本国憲法における「個人の尊厳」
日本においては、第二次世界大戦後の1947年（昭和22年）に施行された日本国憲法が、13条に「すべて国民は、個人として尊重される。」、24条2項に「配偶者の選択、財産権、相続、住居の選定、離婚並びに婚姻及び家族に関するその他の事項に関しては、法律は、個人の尊厳と両性の本質的平等に立脚して、制定されなければならない。」と規定して、「個人の尊厳」（個人の尊重）と人格価値の尊重を基本原理とした。
日本国憲法の根底には「個人の尊厳」の理念があるとされる。日本国憲法の三大原理としてしばしば挙げられる国民主権、基本的人権の尊重、平和主義も、「個人の尊厳」を根拠とする。すなわち、すべての個人が尊重されるための政治体制は、すべての個人が参政権を有する民主主義を中心とした国民主権が適するとされ、すべての個人が人として有する基本的人権は尊重され、すべての個人が尊重されるためには平和な国家の建設が必要とされる。憲法学の通説においては、特に自由の保障（基本的人権の尊重）と国民の制憲権（憲法を制定する権利。国民主権。）が個人の尊厳によって根拠付けられると説く。

### その他の法令における「個人の尊厳」
日本国憲法が「個人の尊厳」を基本原理としたことから、その他の法令においても「個人の尊厳」を目的規定等に置く例は多い。2013年（平成25年）4月時点で、「個人の尊厳」または「個人の尊重」（個人の人格の尊重、基本的人権、個人の価値の尊重）に言及する法令は、以下の通り。
個人の尊厳
- 民法（2条）
- 医療法（1条の2）
- 社会福祉法（3条）
- 障害者基本法（3条）
- 社会福祉士及び介護福祉士法（44条の2）
- 精神保健福祉士法（38条の2）
- 小学校及び中学校の教諭の普通免許状授与に係る教育職員免許法の特例等に関する法律（1条）
- 男女共同参画社会基本法（3条）
- 児童買春、児童ポルノに係る行為等の処罰及び児童の保護等に関する法律（15条）
- 犯罪被害者等基本法（3条）
- 教育基本法（前文）
- 子ども・若者育成支援推進法（2条）
- 社会保障制度改革推進法（6条）
- 死因究明等の推進に関する法律（2条）

個人の尊重
- 民生委員法（15条）
- 身体障害者福祉法（12条の3第3項）
- 犯罪捜査規範（2条2項）
- 知的障害者福祉法（15条の2第3項）
- 戦傷病者特別援護法（8条の2第3項）
- 住民基本台帳法（3条4項）
- 男女共同参画社会基本法（前文、3条）
- 個人情報の保護に関する法律（3条）
- 教育基本法（2条2号）
- 配偶者からの暴力の防止及び被害者の保護等に関する法律（前文）

基本的人権の尊重
- 人身保護法（1条）
- 刑事訴訟法（1条）
- 弁護士法（1条1項）
- 屋外広告物法（29条）
- 人権擁護委員法（1条、2条）
- 破壊活動防止法（2条）
- 日米相互防衛援助協定等に伴う秘密保護法（7条）
- 無差別大量殺人行為を行った団体の規制に関する法律（2条）
- 武力攻撃事態等における我が国の平和と独立並びに国及び国民の安全の確保に関する法律（3条4項）
- 武力攻撃事態等における国民の保護のための措置に関する法律（5条、174条）

なお、法律中に特に「基本的人権を尊重する」という規定に類する規定を置く例は他にもある。例えば、その法律の適用にあたって、国民の権利を不当に侵害しないように留意し、その本来の目的を逸脱して他の目的のためにこれを濫用してはならない旨の規定がある法律は以下の通り。
- 軽犯罪法（4条）
- 売春防止法（4条）
- 酒に酔つて公衆に迷惑をかける行為の防止等に関する法律（10条）
- 国会議事堂等周辺地域及び外国公館等周辺地域の静穏の保持に関する法律（8条）
- 児童買春、児童ポルノに係る行為等の処罰及び児童の保護等に関する法律（3条）
- ストーカー行為等の規制等に関する法律（16条）